# Mogni Youssouf
Mogni Youssouf, né le 13 décembre 1985 à N'Tsoudjini, est un footballeur comorien.
Il évolue au poste de milieu offensif ou au poste d'attaquant.
Il mesure 1,76 m pour 70 kg. 
Il est issu du centre de formation de l'Olympique de Marseille, et évolue actuellement[précision nécessaire] a l'US Endoume.

## Carrière
- 1997-2000 : US Zilimadjou
- 2000-2004 : Olympique de Marseille (réserve)
- 2004-2005 : US Endoume